# John Blanke

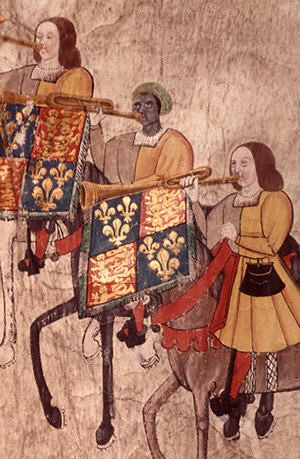
Recorte do cartaz do Westminster Tournament de 1511 quase certamente mostrando John Blanke, usando um turbante verde com treliça amarela

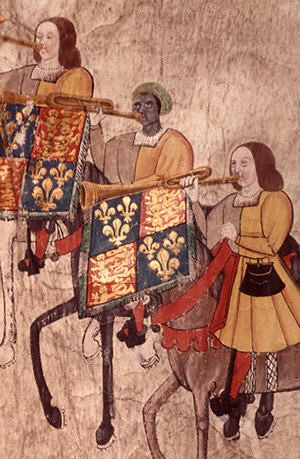
Recorte do cartaz do Westminster Tournament de 1511 quase certamente mostrando John Blanke, usando um turbante verde com treliça amarela

John Blanke (também escrito como Blancke ou Blak) (fl. 1501–1511) foi um músico de ascendência africana que atuou em Londres do início do período Tudor. Ele provavelmente veio para a Inglaterra como um dos assistentes africanos de Catarina de Aragão em 1501 e é um dos primeiros negros registrados no Reino Unido após o período romano. Seu nome pode se referir à cor de sua pele, derivada da palavra "black" ("preto" em inglês) ou possivelmente da palavra francesa "blanc", que significa branco.

## Origens
Pouco se sabe sobre a vida de John, mas ele recebia 8 centavos por dia do rei Henrique VII. Um documento remanescente das contas do Tesoureiro da Câmara registra um pagamento de 20 xelins a "John Blanke, o Trompete Negro" por salários em dezembro de 1507, com pagamentos do mesmo valor continuando mensalmente durante o ano seguinte. Seu salário anual de £12 era o dobro do de um trabalhador agrícola e três vezes o de um servo. Ele solicitou com sucesso um aumento salarial de 8d para 16d a Henrique VIII.
Sydney Anglo foi o primeiro historiador a propor que o "Trompete Preto" nas contas da corte de 1507 era o homem negro retratado duas vezes no cartaz do Torneio de Westminster de 1511, em uma nota de rodapé de um artigo sobre os Festivais da Corte de Henry VII. O cartaz do Torneio de Westminster é um manuscrito iluminado de 60 pés agora em poder do College of Arms; ele registrou a procissão real para o luxuoso torneio realizado em 12 e 13 de fevereiro de 1511 para celebrar o nascimento de um filho, Henrique, duque da Cornualha (morto em 23 de fevereiro de 1511), de Catarina e Henrique VIII no dia do Ano Novo de 1511. John Blanke é retratado duas vezes, como um dos seis trompetistas a cavalo da comitiva real. Todos os seis trompetistas usam libré amarela e cinza e carregam uma trombeta decorada com as armas reais ; Somente Blanke usa um turbante marrom e amarelo, enquanto os outros estão com a cabeça descoberta e cabelos compridos. Ele aparece uma segunda vez na imagem, vestindo uma cobertura verde e dourada na cabeça.
Trompetistas e bateristas negros foram documentados em outras cidades renascentistas, incluindo um trompetista do navio real Barcha em Nápoles em 1470, um trompetista registrado como escravo de galé de Cosimo I de 'Medici, Grão-Duque da Toscana em 1555, e bateristas negros na corte do rei Jaime IV em Edimburgo.

## Homenagens
Em 2020, Blanke foi listado como um dos 100 Grandes Negros Britânicos que ajudaram a moldar a Grã-Bretanha, apresentado em um livro de mesmo nome de Patrick Vernon .
O rapper e romancista britânico Akala baseou um personagem de seu livro The Dark Lady (2021) em John Blanke.
Em janeiro de 2022, uma placa azul da Nubian Jak Community Trust foi instalada em homenagem a Blanke na Corte do Rei Charles, sede do Conservatório de Música e Dança Trinity Laban do Old Royal Naval College em Greenwich, Londres.
Em maio de 2022, uma exposição intitulada The Tudors: Passion, Power and Politics na Walker Art Gallery em Liverpool exibiu ao público pela primeira vez em 20 anos dois retratos de John no Westminster Tournament Roll. Foi a primeira vez que o documento foi exibido fora de Londres.
O Projeto John Blanke é uma iniciativa de arte e arquivo da qual Michael Ohajuru é o fundador e diretor. O projeto celebra e está vinculado a imagens de Blanke, e foi parte de uma apresentação da Sky Arts em 11 de julho de 2023, marcando a inauguração da National Portrait Gallery reformada, em Londres .

## Leitura complementar
- David Bindman, Henry Louis Gates, Jr., Karen CC Dalton, A imagem do negro na arte ocidental: pt. 1. Da 'era da descoberta' à era da abolição: artistas da Renascença e do Barroco, Volume 3, Parte 1 de A Imagem do Negro na Arte Ocidental, Harvard University Press, 2010,ISBN 0674052617, pág. 236
- Imtiaz H. Habib, Black Lives in the English Archives, 1500–1677: Imprints of the Invisible, Ashgate Publishing, 2008,ISBN 0754656950, pág. 39
- Miranda Kaufmann, "John Blanke, the Trumpeter", em Black Tudors: The Untold Story, Oneworld Publications, 2017, pp.
- KJP Lowe, Negros africanos na Europa renascentista, Cambridge University Press, 2005,ISBN 0521815827, pág. 39
- Onyeka Nubia, Blackamoores : Africanos na Inglaterra Tudor, sua presença, status e origens, Londres. Olho Narrativo, 2013,ISBN 0953318214
- Marika Sherwood, "Blacks in Tudor England", History Today, Volume 53, Edição 10